# Mathieu Ruckebusch
Mathieu Ruckebusch est un joueur de rink hockey né le 16 avril 1991. Formé à Saint-Omer, il évolue actuellement au sein du club de Ploufragan.

## Parcours sportif
Il effectue l'ensemble de sa formation au sein du club de Saint-Omer. Il quitte ce club en 2013 pour rejoindre celui de Ploufragan. 

Il est sélectionné en équipe de France jeune en 2010.

### Palmarès
En 2010, il obtient sa première Coupe de France avec le club du SCRA Saint-Omer. Il récidive dans cette même compétition en 2012. 

Il obtient un titre de champion de France en 2013 et à deux reprises, il termine vice-champion en 2011 et 2012. 